# Жартай
Жартай (біл. Жартай) — озеро в Хойницькому районі Гомельської області, за 26 км на північний захід від міста Хойники, на лівобережній заплаві річки Прип'ять, приблизно за 3,5 км на захід від села Шубка.
Площа поверхні 0,24 км². Довжина 1,72 км, найбільша ширина 0,25 км. Довжина берегової лінії 3,82 км.
Озеро старичне. Схили улоговини невиразні, місцями піщані заввишки до 1 м. Береги місцями висотою до 1 м, піщані, під чагарниками. Озеро безстічне. З'єднується з Прип'яттю під час весняної повені.
В озері водяться щука звичайна, окунь, плітка, краснопірка, в'юн, лин, карась та інші види риб.